# Студзянкі (Свентокшиське воєводство)
Студзянкі (пол. Studzianki) — село в Польщі, у гміні Ліпник Опатовського повіту Свентокшиського воєводства.
Населення — 65 осіб (2011).
У 1975-1998 роках село належало до Тарнобжезького воєводства.

## Демографія
Демографічна структура на день 31 березня 2011 року:
|          | Загалом | Допрацездатний вік | Працездатний вік | Постпрацездатний вік |
| -------- | ------- | ------------------ | ---------------- | -------------------- |
| Чоловіки | 33      | 4                  | 25               | 4                    |
| Жінки    | 32      | 5                  | 20               | 7                    |
| Разом    | 65      | 9                  | 45               | 11                   |